# ویتوریو کاپلارو
ویتوریو کاپلارو (ایتالیایی: Vittorio Capellaro؛ ۲۱ اکتبر ۱۸۷۷ – ۱۹۴۳) کارگردان فیلم، بازیگر، فیلم‌نامه‌نویس، و تهیه‌کننده فیلم ایتالیایی-برزیلی بود.
از فیلم‌هایی که وی در آن‌ها نقش داشته‌است، می‌توان به ایراسما اشاره نمود.